# Lennart Bernesjö
Lennart Ingemar Bernesjö, född 23 oktober 1920 i Göteborg, död 24 januari 2013 i Arvika, var en svensk litteraturkritiker, författare, litteraturvetare och lärare. Han var verksam som litteraturkritiker i Arvika Nyheter från slutet av 1960-talet till 2012 och producerade cirka 3 000 bokrecensioner. Bernesjö är gravsatt i askgravlunden på Arvika kyrkogård.

## Priser och utmärkelser
- Arvikas kulturstipendium, 1991
- Föreningen för Värmlandslitteraturs stipendium ur Bengt Axelssons kulturfond, 1994.
- Frödingmedaljen, 2001